# Dipodillus zakariai
Il dipodillo delle Isole Kerkennah (Dipodillus zakariai  Cockrum, Vaughan & Vaughan, 1976) è un roditore della famiglia dei Muridi diffuso in alcune isole della Tunisia.

## Descrizione

### Dimensioni
Roditore di piccole dimensioni, con la lunghezza della testa e del corpo tra 79 e 89 mm, la lunghezza della coda tra 74 e 88 mm, la lunghezza del piede tra 21 e 22 mm, la lunghezza delle orecchie tra 20 e 21 mm e un peso fino a 22 g.

### Aspetto
Le parti superiori sono giallo-brunastre chiare, con la base dei peli grigia, mentre le parti ventrali sono bianche, con una striscia mediana giallo-rosata che si estende da sotto il mento fino alla base della coda. La linea di demarcazione lungo i fianchi è color bruno-rossiccia chiara. Le guance, la zona intorno agli occhi e due macchie dietro ogni orecchio e meno distintamente sopra ogni occhio sono bianche. Il dorso delle zampe è bianco. Le orecchie sono esternamente dello stesso colore del dorso, mentre all'interno sono grigie e cosparse di piccoli peli biancastri nella parte superiore. La coda è più corta della testa e del corpo, più chiara sotto e ricoperta di piccoli peli dello stesso colore del dorso, che diventano sempre più lunghi verso l'estremità, dove formano un ciuffo.

## Biologia

### Comportamento
È una specie terricola.

## Distribuzione e habitat
Questa specie è diffusa sulle isole di Kerkennah,  lungo la costa centro-orientale della Tunisia.

## Conservazione
Questa specie è considerata dalla IUCN una sottospecie di Dipodillus simoni.